# Jan Kasparek
Jan Rudolf Kasparek (ur. 8 lipca 1824 w Samborze, zm. 5 stycznia 1890 we Lwowie) – c.k. urzędnik, starosta powiatu mieleckiego około 1871, starosta powiatu rudeckiego do 1877.
Członek Komisji Fizjograficznej Towarzystwa Naukowego Krakowskiego, członek Towarzystwa Przyjaciół Sztuk Pięknych w Krakowie, odznaczony Złotym Krzyżem Zasługi z Koroną. Pochowany został a Cmentarzu Łyczakowskim (kw. 71)